# Sanne Troelsgaard Nielsen
Sanne Troelsgaard Nielsen, née le 15 août 1988, est une footballeuse internationale danoise. Elle évolue au poste de milieu de terrain au sein de l'équipe nationale danoise depuis 2008.

## Biographie
Elle participe avec l'équipe du Danemark à deux championnats d'Europe, en 2009 puis en 2017. Elle atteint la finale de cette compétition en 2017, en étant battue par les Pays-Bas.
Elle participe aux éliminatoires de la Coupe du monde 2019, marquant six buts lors de la phase de groupe.

## Palmarès
- Finaliste du championnat d'Europe en 2017 avec l'équipe du Danemark
- Championne du Danemark en 2011 et 2013 avec le Brondy IF
- Vainqueur de la Coupe du Danemark en 2010, 2011, 2013 et 2014 avec le Brondy IF
- Élue footballeuse danoise de l'année en 2011